# (129330) Karlharshman
(129330) Karlharshman est un astéroïde de la ceinture principale.

## Description
(129330) Karlharshman est un astéroïde de la ceinture principale. Il fut découvert le 22 octobre 2005 aux monts Santa Catalina par le projet CSS (Catalina Sky Survey). Il présente une orbite caractérisée par un demi-grand axe de 3,04 UA, une excentricité de 0,09 et une inclinaison de 2,8° par rapport à l'écliptique.
Il est nommé d'après un contributeur de la mission OSIRIS-REx dont l'objet est l'étude de l'astéroïde (101955) Bénou.